# Otiorhynchus armadillo

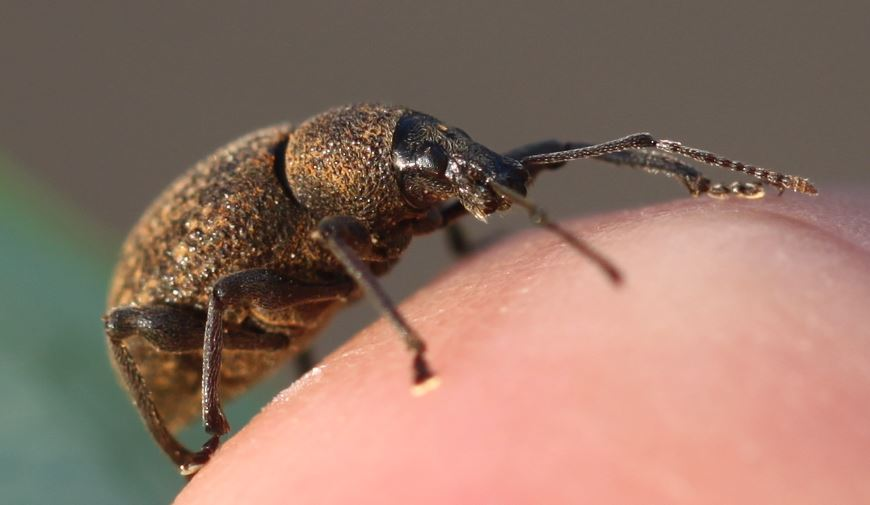

Otiorhynchus armadillo ist ein Käfer aus der Familie der Rüsselkäfer (Curculionidae).

## Merkmale
Die 7–12 mm langen schwarzen Rüsselkäfer sind locker gelblich-bräunlich behaart. Die Beine können rötlich aufgehellt sein. Das Abdomen ist vergleichsweise eher breit und kurz, was ihnen eine gedrungene Gestalt verleiht. Der kurze Rüssel weist einen Mittelkiel auf. Der Halsschild ist dicht gekörnt. Die Elytren weisen jeweils zehn Flügeldeckenstreifen auf, die in unregelmäßigen Abständen grubenartig erweitert sind und deren Grund dicht mit haarartigen gelblichen Schuppen besetzt ist. Die Schenkel sind ungezähnt.

## Ähnliche Arten
Die Art ist schwierig vom selteneren Otiorhynchus pseudonothus (= salicicola) zu unterscheiden. Dieser weist im Vergleich einen weniger steilen Flügeldeckenabsturz nach hinten auf, die 1. und 2. Flückeldeckenstreifen verlaufen gerade bis zum Hinterrand, während sie sich bei O. armadillo kurz vorher vereinigen. In Zweifelsfällen kann eine Untersuchung des Aedeagus helfen.
Der in Mitteleuropa als Schädling häufige Otiorhynchus sulcatus weist gezähnte Vorderschenkel, ein gröber gekörntes ("perlenartiges") Halsschild und ein etwas länglicheres Profil auf.

## Verbreitung
Das Verbreitungsgebiet von Otiorhynchus armadillo erstreckt sich über Mitteleuropa. Es reicht von Großbritannien im Nordwesten bis in den nördlichen Balkan. In Skandinavien und auf der Iberischen Halbinsel fehlt die Art.

## Lebensweise
Die Käfer beobachtet man von Mai bis September. Man findet sie an verschiedenen Sträuchern. Besonders häufig sind sie an Erlen (Alnus) anzutreffen. Die polyphagen Käfer sind hauptsächlich nachts aktiv.